# Tropidion lepidum
Tropidion lepidum är en skalbaggsart som beskrevs av Martins 1971. Tropidion lepidum ingår i släktet Tropidion och familjen långhorningar. Inga underarter finns listade i Catalogue of Life.